# Habiletés sociales
Les habiletés sociales ou codes sociaux sont un ensemble d'aptitudes à la réciprocité sociale, plus ou moins teintées d'empathie, qui permettent de percevoir et de comprendre les messages,  verbaux et non verbaux, communiqués par les autres, de choisir une réponse à ces messages et de l'émettre par des moyens verbaux et non verbaux, de façon appropriée à une situation sociale. Le niveau d'habiletés sociales attendu est dépendant de l'âge de la personne.

## Apprentissage
Les habiletés sociales sont en partie innées et très précoce, et elles se développent continuellement au cours du développement de l'enfant, de l'adolescent et de l'adulte. Elles se développent dans une interaction dynamique, constante et étroite avec l'environnement familial et social, et les expériences personnelles.
Les habiletés sociales sont souvent altérées chez les personnes atteintes d'autisme, de TDAH, de troubles du comportement, de schizophrénie, de trouble de la communication sociale, de lésion cérébrale, de traumatisme crânien ou d'analphabétisme et d'illettrisme. Pour ces personnes, un enseignement spécifique ou un coaching social peut être nécessaire et prend la forme d'un entraînement aux compétences sociales, qui est issu des thérapies comportementales et cognitives. 